# Europa Press
Europa Press is een Spaans persbureau, opgericht in 1953, door meerdere hoogwaardigheidsbekleders uit het regime van Francisco Franco. Sinds de democratiche overgang eind jaren '70 van de 20e eeuw, bevindt het bedrijf zich ideologisch in het politieke midden. Het bedrijf wordt gerund als een familiebedrijf. Het is een van de belangrijkste nieuwsagentschappen in Spanje met de hoofdzetel in Madrid, dat 24 uur per dag actualiteiten brengt en over verslaggevers in het hele land beschikt. 